# Divine Intervention
《Divine Intervention》은 1994년 9월 27일, 미국의 스래시 메탈 밴드 슬레이어의 여섯 번째 스튜디오 음반이다. 이 음반의 제작은 이 음반의 마케팅 상황이 그들에게 그것의 스타일을 결정할 시간을 주기 위해 그들에게 라이브 음반 《Decade of Aggression》을 발매하면서 그들에게 도전을 제기했다. 전작 《Seasons in the Abyss》 (1990년) 이후 거의 4년 만에 발매된 곡이기 때문에 보컬리스트 톰 아라야는 밴드의 이전 음반에 비해 제작에 더 많은 시간을 할애했다고 말했다.
《Divine Intervention》은 1992년 밴드를 떠난 원래 드러머 데이브 롬바르도를 대신하여 폴 보스타프가 참여한 밴드의 첫 번째 음반이었다. 이 곡의 기원은 텔레비전 쇼에서뿐만 아니라 러시 림보, 홀로코스트 설계자 라인하르트 하이드리히, 연쇄살인범 제프리 다머를 포함한 다양한 주제에서 영감을 받았다. 커버 아트는 웨스 벤스코터가 초기 "슬레이어그램" 그래픽을 재이미지화하기 위해 그린 것이다. 비록 이 음반의 제작에 많은 시간이 소비되었지만, 케리 킹은 이 음반의 마지막 믹스에 대해 더 많은 관심을 가졌어야 했다고 말하며 반대를 표명했다.
비평가들로부터 엇갈린 평가를 받았음에도 불구하고, 《Divine Intervention》은 미국 빌보드 200에서 8위, 영국 음반 차트에서 15위로 정점을 찍었고, 판매 첫 주에 93,000장 이상이 팔렸다. 이후 미국과 캐나다에서 골드 인증을 받았고, EP 《Serenity in Murder》가 뒤따랐다.

## 구성
《CMJ》는 이 음반에서 "이 밴드는 거의 현실주의만을 다루고 있다"며 "잘린 동맥처럼 충격을 받고 튀며 살인, 시체 애호가, 그리고 그들이 살고 있는 황폐하고 혼란스러운 세계를 그렸다"고 언급했다. 기타리스트 케리 킹은 밴드가 "믹스에 더 관심을 가져야 했다"고 말했고, 톰 아라야는 "리마스터하는 것에 개의치 않을 것"이라고 말했다.  《뉴욕 타임스》의 닐 스트라우스는 이 음반의 많은 기원을 설명했다. 〈213〉은 아라야가 "사랑의 노래"라고 표현했는데, 이는 그들이 한 번도 해본 적이 없는 것이었다. 이 노래는 연쇄 살인범이자 성범죄자인 제프리 다머의 옛 아파트 번호를 따서 명명되었다. 〈Dittohead〉는 "살인자들에게 너무 관대하다"는 법 체계를 비판하는 것으로 시작한다. 이 노래는 "시스템을 비난하는 것이 아니라 시스템의 허용성을 옹호하는 것으로 끝났다"고 말했다. TheState.com은 〈Sex. Murder. Art.〉에 대해 "미친 관계와 고통을 주는 그의 행동에 대해 고함을 질렀다"고 말했다.
킹은 이 음반이 "전쟁 이야기"와 "광기의 탐험"과 관련된 기원을 담고 있다고 말했다. 이 음반은 올뮤직의 알렉스 헨더슨이 슬레이어와 함께한 폴 보스타프의 첫 스튜디오 음반으로, "슬레이어에게 긍정적이고 활력을 주는 영향력이 있으며, 이는 〈Killing Fields〉, 〈Serenity in Murder〉, 〈Circle of Beliefs〉과 같은 어두운 승리에서 그 어느 때보다 더 잘 들린다"고 말했다.'" 헨더슨은 또한 그들은 "정부의 폭력적인 억압적인 성격과 그들이 권력을 휘두르기 위해 갈 길이에 초점을 맞추었다"고 말했다.

## 평가
| 전문가 평가          | 전문가 평가 |
| 평가 점수            | 평가 점수   |
| 출처                 | 점수        |
| -------------------- | ----------- |
| AllMusic             | [ 8 ]       |
| Entertainment Weekly | B           |
| Metal Forces         | 7/10        |
| Rolling Stone        | [ 11 ]      |
| Rock Hard            | 8.5/10      |

《Divine Intervention》은 첫 주에 93,000장이 팔렸고, 2009년까지 미국에서 496,000장 이상이 팔렸다. 같은 해 헤비 메탈 샵의 케빈 커크는 "슬레이어의 신성한 개입"을 1,000장 주문했고 몇 주 만에 모든 마지막 음반을 팔았다"고 보도되었다. 전작인 《Seasons in the Abyss》에 비해 접근성이 떨어지지만, 2001년 기준으로 《롤링 스톤》은 이 음반이 그들의 가장 성공적인 음반이라고 평가했다.

## 곡 목록
| #   | 제목                    | 작사                                 | 작곡       | 재생 시간 |
| --- | ----------------------- | ------------------------------------ | ---------- | --------- |
| 1.  | 〈Killing Fields〉      | 톰 아라야                            | 케리 킹    | 3:57      |
| 2.  | 〈Sex. Murder. Art.〉   | 아라야                               | 킹         | 1:50      |
| 3.  | 〈Fictional Reality〉   | 킹                                   | 킹         | 3:38      |
| 4.  | 〈Dittohead〉           | 킹                                   | 킹         | 2:31      |
| 5.  | 〈Divine Intervention〉 | 아라야, 제프 한네만, 킹, 폴 보스타프 | 한네만, 킹 | 5:33      |
| 6.  | 〈Circle of Beliefs〉   | 킹                                   | 킹         | 4:30      |
| 7.  | 〈SS-3〉                | 한네만                               | 한네만, 킹 | 4:07      |
| 8.  | 〈Serenity in Murder〉  | 아라야                               | 한네만, 킹 | 2:36      |
| 9.  | 〈213〉                 | 아라야                               | 한네만     | 4:52      |
| 10. | 〈Mind Control〉        | 아라야, 킹                           | 한네만, 킹 | 3:04      |

## 인증
| 국가                       | 인증 | 판매량/출하량 |
| -------------------------- | ---- | ------------- |
| 캐나다 (뮤직 캐나다)       | 골드 | 50,000^       |
| 미국 (RIAA)                | 골드 | 500,000^      |
| ^출하량을 기반으로 한 인증 |      |               |